# Auguste Henri Victor Grandjean de Montigny
Pour les articles homonymes, voir Grandjean et Montigny.
Auguste Henri Victor Grandjean de Montigny (Paris, 15 juillet 1776 - Rio de Janeiro, 2 mars 1850) est un architecte français dont l'influence fut considérable dans le développement de l'architecture au Brésil. Il fait partie de la Mission artistique française qui arrive à Rio de Janeiro en 1816.

## Vie en Europe
Grandjean de Montigny née le 15 juillet 1776 à Paris. Remarquable étudiant en architecture il gagne en 1799 le prestigieux Prix de Rome, prix le plus important en art à ce moment et qui lui permet de rester quatre ans à Rome, où il peut étudier les monuments classiques. Il revient ensuite en France et travaille au service de Napoléon. Son plus important projet est la transformation du Palais Bellevue, à Cassel, en Westphalie, où régne alors le roi Jérôme, frère de Napoléon.
Après la chute de l'Empire, Grandjean doit revenir Paris où, comme notable du régime déchu, il ne jouit plus des faveurs d'antan. Il se joint alors au groupe d'artistes qui, sous la direction de Joachim Lebreton et à l'invitation du gouvernement portugais, se prépare à partir pour Rio de Janeiro, où dom João VI et la cour portugaise se sont installés en 1808.

## Vie et œuvre à Rio de Janeiro

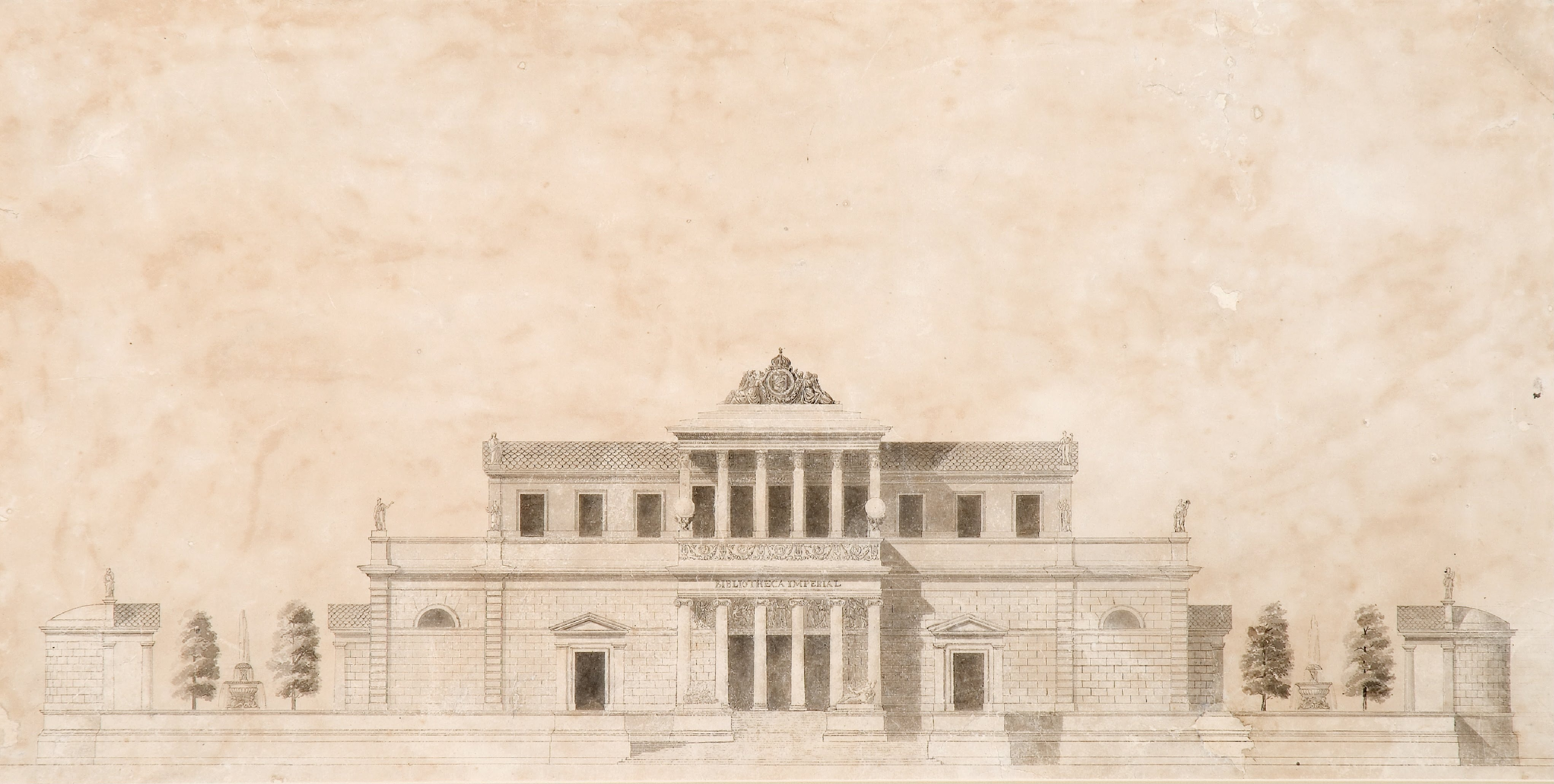
Esquisse de la Bibliothèque Impériale de Rio de Janeiro par Grandjean de Montigny.

La Mission Artistique Française arrive à Rio de Janeiro le 26 mars 1816. Dom João VI crée alors l'École Royale des Sciences, Arts et Métiers, où les Français sont chargés de former une nouvelle génération d'artistes et de réaliser des projets conformes aux règles du style néoclassique, le plus moderne de l'époque.
Grandjean est chargé de concevoir et de faire construire le bâtiment de la nouvelle École, inaugurée en 1826 comme Académie Impériale des Beaux-Arts, sous le règne de dom Pedro Ier. Tout ce qui subsiste du bâtiment de l'Académie est le superbe portail de style classique, installé dans le Jardin Botanique de Rio de Janeiro après la démolition de l'Académie, en 1938. À l'Académie, Grandjean est chargé du cours d'architecture.
Pour sa maison particulière, l'architecte construisit dans la Gávea (vers 1826) une vaste et superbe demeure néoclassique, de deux étages, partiellement environnée de galeries avec portiques. L'accès au premier étage se fait par un élégant escalier. La partie arrière de la maison comporte deux salons ovales.
Le plus important projet de Grandjean qui existe encore est le bâtiment pour la Praça do Comércio (Place du Commerce) de Rio de Janeiro, dont le chargea dom João VI et qu'il réalisa entre 1819 et 1820. Les façades sont simples, mais l'énorme espace intérieur voûté du bâtiment, d'après un plan centré, inspiré des basiliques civiques romaines, est tout à fait remarquable. L'axe principal est entouré de galeries avec des colonnes doriques, et le centre du bâtiment porte une coupole dont une ouverture qui permet d'entrer à la lumière. Son projet est complètement original par rapport à tout ce qui s'était fait jusqu'alors à Rio de Janeiro.
Grandjean conçut également des projets qui ne se sont jamais réalisés, comme une Bibliothèque Impériale (1841), et le Sénat de l'Empire (1848), probablement parce qu'ils étaient trop ambitieux pour un jeune pays. Les plans du Sénat se trouvent aujourd'hui au Musée National de Beaux-Arts. Grandjean mourut à Rio de Janeiro en 1850.

## Héritage
Même si l'on dit souvent que c'est Grandjean de Montigny qui a introduit l'architecture néoclassique au Brésil, depuis le XVIIIe siècle on construisait déjà selon ce style dans la colonie. À Rio de Janeiro, en particulier, les projets des églises de Candelária (vers 1775-1808) et de Santa Cruz dos Militares possèdent des éléments néoclassiques. D'ailleurs dom João VI avait fait venir des architectes portugais, Manuel de Costa et José de Costa e Silva, qui construisirent l'ancien Théâtre royal de San João (c. 1813), avec une façade néoclassique inspirée du Théâtre National de San Carlos de Lisbonne.
De ce qu'il avait conçu, Grandjean de Montigny ne réussit à construire que bien peu, et une grande partie de son œuvre a été détruite par la suite. C'est juste s'il subsiste le portail de l'Académie Impériale des Beaux-Arts, sa maison particulière, l'ancienne Praça do Comércio et une fontaine, actuellement sur le Sommet de Boa Vista.
Même s'il a peu construit et si, à proprement parler, ce n'est pas lui qui a introduit au Brésil le néoclassicisme, l'influence de Grandjean de Montigny a été considérable dans l'architecture brésilienne. Comme professeur à l'Académie, il a formé un grand nombre d'élèves qui ont su donner au Brésil un langage architectural moderne. Parmi eux on compte les Brésiliens José Maria Jacinto Rebelo et Teodoro de Oliveira et les Portugais Joaquim Cândido Guilhobel, Domingos Monteiro et Francisco José Béthencourt da Silva, qui ont laissé une œuvre abondante dans style néoclassique à Rio de Janeiro et dans d'autres villes.

## Ce qu'il reste de son œuvre

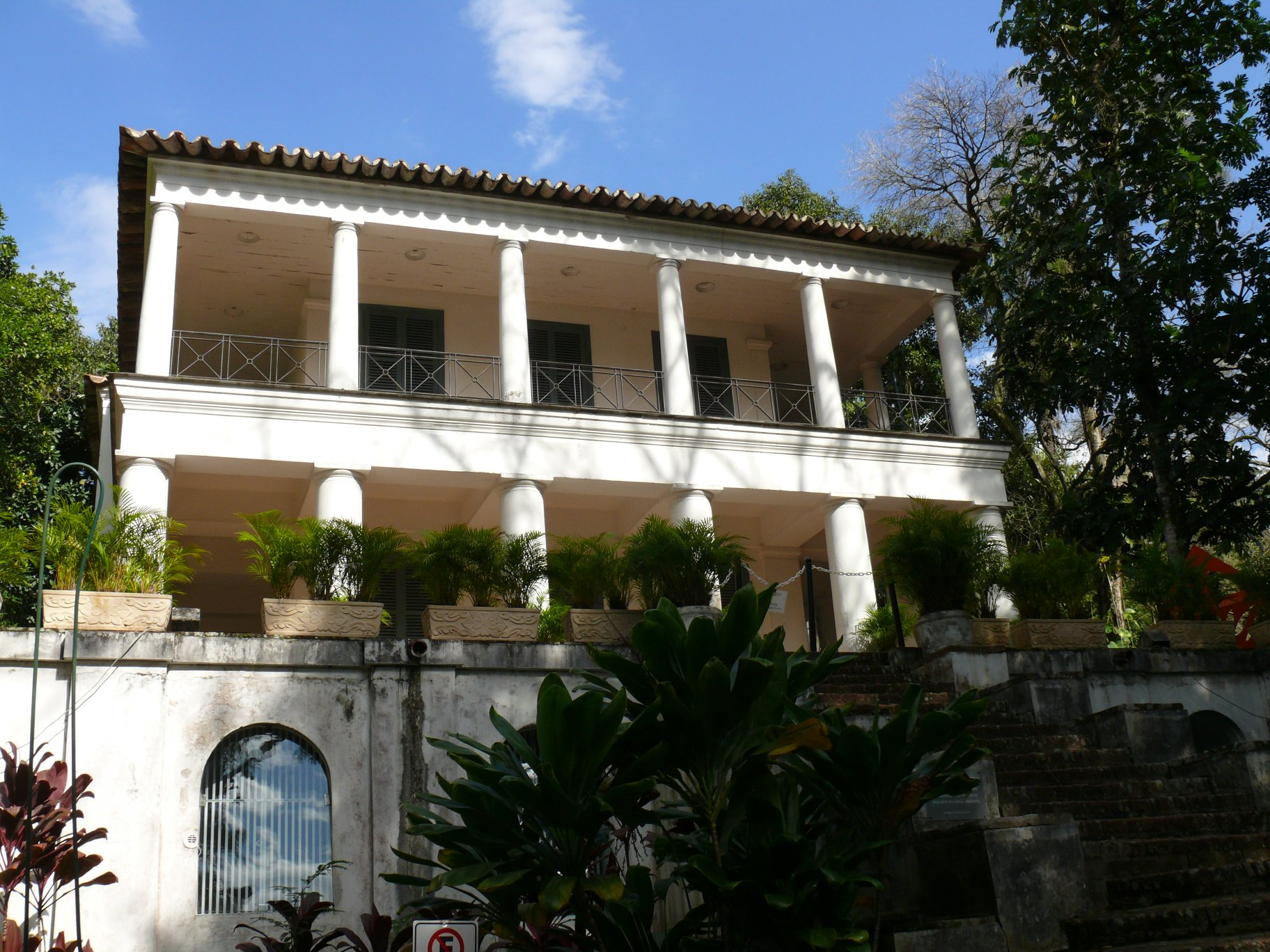
La résidence Grandjean de Montigny.

La résidence Grandjean de Montigny (au 225 de la rua Marquês de São Vicente, à Gávea), où a vécu et est mort l'architecte, appartient à la Pontifícia Universidade Católica (Université Catholique Pontificale) ou PUC-Rio, et elle abrite aujourd'hui un centre culturel. L'ancienne Praça do Comércio est aujourd'hui la Maison France-Brésil (Casa França-Brasil) au 66 de la rua Primeiro de Março, dans le Centre) et elle aussi abrite un Centre Culturel.
Le portail de l'Académie Impériale des Beaux-Arts est toujours visible au Jardin Botanique de Rio de Janeiro (au 1008 de la Rua Jardim Botânico). La fontaine du Rocio Pequeno se trouve place Antônio Virzeu (Praça Antônio Virzeu), au Sommet de Boa Vista.
La bibliothèque Marmottan, à Boulogne-Billancourt, a consacré à l'architecte une exposition au printemps 1988.

## Expositions
- « Grandjean de Montigny (1776–1850), un architecte français à Rio », Boulogne-Billancourt, bibliothèque Marmottan, 26 avril – 25 juin 1988.